# 王九胜
王九胜（1974年4月14日—），河南人，中国大陆男演员。代表作有电视剧《狄仁杰断案传奇》、《西游记》、《楚留香新传》、电影《狮城神探》等。